# Karangwungu (Karangdowo)
Karangwungu is een bestuurslaag in het regentschap Klaten van de provincie Midden-Java, Indonesië. Karangwungu telt 2236 inwoners (volkstelling 2010).